# کوراواتا
کوراواتا (به انگلیسی: Koorawatha) یک شهرک در استرالیا است که در نیو ساوت ولز واقع شده‌است.